# Anse aux Pins
Anse aux Pins (2km²) és un districte administratiu de les Seychelles situat a l'illa de Mahé. L'economia del districte depèn en la seva totalitat de la pesca i el turisme.
A Anse aux Pins es calcula que hi viuen 3.535 habitants.

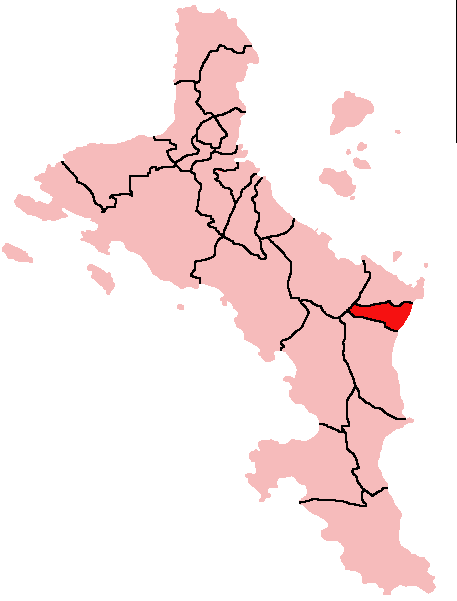
Localització del districte de Anse aux Pins a l'illa de Mahé, Seychelles